# Calliotropis scalaris
Calliotropis scalaris is een slakkensoort uit de familie van de Eucyclidae. De wetenschappelijke naam van de soort is voor het eerst geldig gepubliceerd in 2001 door Lee & Wu.